# كاثرين ريتمان
كاثرين ريتمان (بالإنجليزية: Catherine Reitman)‏ هي ممثلة أمريكية، ولدت في 28 أبريل 1981 بلوس أنجلوس في الولايات المتحدة.

## أعمال

### أفلام
- (1988) التؤام[4]
- (1996) سبيس جام[5]
- (2005) شكرا لك على التدخين[6]
- (2007) حبلت[7]

### مسلسلات
- كيف قابلت أمكما
- ويدز

## وصلات خارجية
- كاثرين ريتمان على موقع IMDb (الإنجليزية)
- كاثرين ريتمان على موقع ألو سيني (الفرنسية)
- كاثرين ريتمان على موقع أول موفي (الإنجليزية)
- كاثرين ريتمان على موقع قاعدة بيانات الأفلام السويدية (السويدية)
- كاثرين ريتمان على موقع قاعدة بيانات الفيلم (الإنجليزية)
- كاثرين ريتمان على موقع كينوبويسك (الروسية)